# Petr Elfimov
Petr Elfimov (en bielorruso: Пётр Ялфімаў y, en ruso: Пётр Елфимов; Maguilov, República Socialista Soviética de Bielorrusia, Unión Soviética, 15 de febrero de 1980) es un cantante bielorruso. Representó a su país en el Festival de la Canción de Eurovisión 2009 celebrado en Moscú, Rusia con la canción «Eyes that never lie». La canción compitió en la primera semifinal, logrando un 13.eɾ lugar con 25 puntos, por lo que no llegó a instancias finales.